# Självmordspakt
Självmordspakt kallas det när två eller fler personer ingår en pakt att begå självmord tillsammans. Det är alltså en typ av kollektivt självmord, men det begreppet förknippas främst med större grupper av personer som begår självmord, ofta av ideologiska, religiösa eller liknande skäl. 
En anledning till att folk ingår självmordspakter kan vara att de inte själva klarar av att ta steget att begå självmord och att det känns tryggare att göra det tillsammans med någon annan. Sedan internet etablerats, har folk från olika delar av världen fått kontakt med varandra och ingått självmordspakter, ibland kallat neticide.

## Exempel
- Två flickor i Wales, Storbritannien, försöker begå självmord efter att ha träffats på internet. Den ena dog, den andra hamnade i koma.[2]

- En norsk man och en kvinna från Österrike begår självmord genom att hoppa från Preikestolen, ett högt stup och känt turistmål i Norge. I planeringsstadiet av detta självmord var även en norsk flicka inblandad. Hon försökte senare avstyra självmordet genom att lämna mailkorrespondensen till polisen, men för sent.[3]

- Fem människor hittas döda i en bil i Japan efter att ha dött av kolmonoxidförgiftning. Uppgifter finns att 60 personer i Japan ska ha begått självmord genom kolmonoxidförgiftning efter att ha eldat med traditionella kolbrännare i terrakotta.[4]